# 하형주
하형주(河亨柱, 1962년 6월 3일~)는 대한민국의 은퇴한 유도 선수이자, 현재 대학 교수이다. 종교는 원래는 무교였으나, 후에 가톨릭에 입교해서 가톨릭이며, 세례명은 미카엘이다.

## 선수 경력
1962년 경상남도 진주에서 태어났다. 1981년 인도네시아 자카르타에서 열린 제4회 아시아 유도 선수권대회에서 한국유도사상 처음으로 무제한급 금메달을 획득하였고 대회 최우수선수에 선정되기도 하였다. 그 해 네덜란드 마스트리흐트에서 열린 세계 유도 선수권대회에서 세계 최고의 중량급 강호들 틈바구니에서 20세의 나이로 동메달을 획득하는 성과를 거두었다. 이후 1983년 5월 홍콩에서 개최된 범태평양 유도 선수권대회에서 금메달, 1984년 1월 프랑스 오픈대회에서 금메달을 따내면서 한국 중량급 유도의 최고 간판으로 떠올랐다.
미국 로스앤젤레스에서 열린 1984년 하계 올림픽에서는 대한민국 기수에 선정되기도 하였으며, 유도 하프 헤비급 (95 kg 이하)에서 세계의 강호들을 내리 누르고 금메달을 획득하였다.
1985년 서울에서 열린 세계 유도 선수권대회에서는 생애 처음으로 결승전까지 진출하여 일본의 강자 스가이 히토시와 맞붙었지만 경기 막판 석연찮게 들어간 빗당겨치기로 한판패하여 은메달에 머물렀다. 하지만 이듬해 열린 서울 아시안 게임 결승전에서 스가이를 다시 만나 모두걸기 절반을 따내면서 금메달을 획득, 세계 선수권에서의 패배를 설욕하였다.
1988년 서울 올림픽에서는 김재엽, 안병근과 함께 유력한 우승 후보로 거론되었으나 1회전에서 1980년 모스크바 올림픽 금메달리스트인 벨기에의 로베르트 판 데 발레에게 가로누르기 한판패하여 초반 탈락하였다. 금메달은 1985년 하계 유니버시아드 결승전에서 하형주에게 패배한 브라질의 아우렐리우 미게우가 차지하였다.

## 은퇴
서울 올림픽 직후 유도계에서 완전 은퇴를 선언하고 대학 강단에 복귀하였으며, 1996년 성균관대학교에서 박사학위를 취득하였다. 부산시의회 의원으로 활동한 바 있었으며, 현재 동아대학교 체육학과 전임 교수로 재직 중이다.
2002년 부산 아시안게임에서는 북한의 유도선수 계순희와 함께 최종 성화봉송 주자로 나섰으며, 2018년 평창 동계올림픽 개막식에서는 태극기를 든 스포츠 유명인 중 한 명으로 선정되어 깃대까지 운반하였다.
2024년 11월 18일 국민체육진흥공단 이사장에 취임했다.

## 역대 선거 결과
| 실시년도 | 선거      | 대수 | 직책   | 선거구     | 정당       | 득표수     | 득표율         | 순위         | 당락 | 비고                |
| -------- | --------- | ---- | ------ | ---------- | ---------- | ---------- | -------------- | ------------ | ---- | ------------------- |
| 1995년   | 지방 선거 | 2대  | 시의원 | 부산광역시 | 민주자유당 | 714,882 표 | \| \| 55.7% \| | 비례대표 5번 |      | 초선, 승계 민선 1기 |
|          | 55.7%     |      |        |            |            |            |                |              |      |                     |